# تشارلي تروخيو
تشارلي تروخيو (بالإنجليزية: Charley Trujillo)‏ (6 نوفمبر 1949، هانفورد في الولايات المتحدة)؛ روائي أمريكي.

## الجوائز
- ميدالية النجمة البرونزية
- وسام القلب الأرجواني
- الجوائز الأميركية للكتاب